# Les Kardashian
Pour les articles homonymes, voir Kardashian.
Ne doit pas être confondu avec L'Incroyable Famille Kardashian.
L'Incroyable Famille Kardashian
Les Kardashian (The Kardashians) est une émission de téléréalité américaine diffusée depuis le 14 avril 2022 sur Hulu aux États-Unis, sur Star+ en Amérique Latine et sur Disney+ dans le reste du monde.
L'émission mets en scène la vie de la célèbre famille Kardashian-Jenner, faisant suite à leur précédente émission L'incroyable famille Kardashian, diffusée de 2007 à 2021.
La série se concentre principalement sur Kris Jenner et ses filles Kourtney, Kim, et Khloé Kardashian, ainsi que, dans une moindre mesure, leurs demi-sœurs Kendall et Kylie Jenner.

## Distribution

### Personnalités principales
- Kris Jenner (VF : Géraldine Asselin)
- Kim Kardashian (VF : Sabrina Marchese)
- Kourtney Kardashian Barker (VF : Anne-Sophie Nallino)
- Khloé Kardashian (VF : Marie Zidi)
- Kendall Jenner (VF : Marie Chevalot)
- Kylie Jenner (VF : Marine Tuja)

### Personnalités récurrentes
- Scott Disick (VF : Tony Marot) (saisons 1, depuis la saison 3, invité saison 2)
- Travis Barker (VF : Tony Marot)
- Corey Gamble
- Tristan Thompson
- Pete Davidson (saison 2)

### Personnalités invités
- Faye Resnick (saison 1, épisode 5)
- Hailey Bieber (saison 1, épisode 5)
- Megan Fox (saison 3, épisode 9)
- Charli D'Amelio (saison 3, épisode 9)
- Addison Rae (saison 3, épisode 9)
- Meghan Trainor (saison 4, épisode 2)
- Rob Kardashian (saison 4, épisode 4)
- Neymar (saison 4, épisode 5)
- Paris Hilton (saison 4, épisode 7)
- Emma Roberts (saison 4, épisode 10)
- Ryan Murphy (saison 5, épisode 2)
- Brigitte Nielsen (saison 5, épisode 5)

## Épisodes

### Saison 1 (2022)
1. Réunion de famille (Burn Them All to the F*cking Ground)
2. La sex tape (Did Somebody Tape That?)
3. En direct de New York... (Live From New York)
4. Les fiançailles de Kourtney et Travis (We're Celebrating Sex)
5. Qui est Kim K ? (Who is Kim K?)
6. Dans le couloir de la mort (This is a Life or Death Situation)
7. Manager et maman (Where I've Been and Where I Wanna Go)
8. Coalition féminine (Never Go Against the Family)
9. A Faire avant de mourir (Bucket List Goals)
10. Trop, c'est trop (Enough Is Enough)

### Saison 2 (2022)
1. J'ai quelque chose à vous dire…(I Have Something to Tell You)
2. Vive Prada ! (Prada You!)
3. La vie peut vite changer du tout au tout (Life Can Change On A Dime)
4. On est faites pour ça (We're Built For This)
5. Une soirée à Miami (One Night in Miami)
6. Tu ne sais pas combien c'est emblématique ! (You Have No Idea How Iconic This Is!)
7. Qui y a t-il de plus américain que Marilyn Monroe ? (What's more American than Marilyn Monreo)
8. Je ne pensais pas que ça arriverait (I Never Thought I'd See the Day)
9. C'est le lundi Met ! (It's Met Monday!)
10. A la santé de Paris (Here's to Paris)

### Saison 3 (2023)
1. Nouveau départ (Can Everyone Get Their Sh*t Together?)
2. La biopsie (Don't Want It, Don't Need It, I'm Done)
3. Mea Culpa ! (Everything is My Fault!)
4. Collaboration et Trahison (Ciao, Kim)
5. La consécration (You Think I Need Your Permission?)
6. La surprise (The Tension is Brewing)
7. Souffler les bougies (Deeper Than Dolce)
8. L'album de Noël (I Have Some Very Important News)
9. Ressentir, agir, guérir (Feel, Deal, Heal)
10. La famille avant tout (What Just Happened)

### Saison 4 (2023)
1. Tu es une sorcière et je te déteste (You're A Witch And I Hate You)
2. Quand pourrai-je être moi-même (When Is Being Me Gonna Be Okay?)
3. Sur la bonne voie (A Step in the Right Direction)
4. Séjour spécial football (London Here We Come)
5. Choupette (It Takes A Village)
6. Mère et manager (You're Spiraling)
7. La liste de Kim (A Short-Them Fight)
8. Ni oublié ni pardonné (Not Forgotten, Not Forgiven)
9. Tu as ruiné la famille (You Have Ruined Our Family)
10. Attachez vos ceintures, on décolle (Buckle Up and Let's Go)

### Saison 5 (2024)
1. Bienvenue dans mon délire (Welcome to My Mind)
2. Reprends-toi ! (Get it Together)
3. Ça va faire des étincelles (This is Going to be Really Hot Tea)
4. Je suis l'homme de l'année ! (I'm the Man of the Year!)
5. Bébé Rocky (Baby Rocky)
6. Mêle-toi de tes oignons ! (Stick Up Your Ass)
7. Le Sommet et le Fond du trou (The Peak and The Pit)
8. Mon boulot le plus important (This Is My Most Important)
9. Deuxième chances (Second Chances)
10. Je ne peux pas faire ça (I Can't Do This)

### Saison 6 (2025)
1. C'est la débandade complète (Literally Falling Apart)
2. Je ne tire pas un trait sur ce qui s'est passé
3. Je voudrais déjà être roi
4. Elle a dit oui !
5. Khloéwood

## Production
Le 8 septembre 2020, la famille Kardashian–Jenner a annoncé que sa longue série de téléréalité, L'Incroyable Famille Kardashian, prendrait fin en 2021. La série était en ondes depuis 2007 et a été diffusée pendant 20 saisons sur la chaîne E! de NBCUniversal. La série s’est terminée le 20 juin 2021.
En décembre 2020, lors de l’événement de présentation des investisseurs de Disney, il a été annoncé que les sœurs Kardashian–Jenner, Kim, Kourtney et Khloé Kardashian, Kendall et Kylie Jenner, ainsi que leur mère, Kris Jenner, avaient signé une entente exclusive pluriannuelle pour créer du contenu mondial pour Hulu. En octobre 2021, on a annoncé qu’une série sans titre Kardashian–Jenner Hulu serait produite par la société de production britannique Fulwell 73. Le 1er janvier 2022, le titre de la série, Les Kardashian, a été annoncé par Hulu. Selon M. Khloé, « nous n’étions tout simplement pas aussi branchés sur le câble pour nous », ce qui explique pourquoi la famille a décidé de déménager à Hulu.
La série est produite par Ben Winston, Danielle King, Emma Conway et Elizabeth Jones pour Fulwell 73 (en), Kris Jenner, Kim Kardashian, Kourtney Kardashian, Khloé Kardashian, Kendall Jenner et Kylie Jenner pour Kardashian Jenner Productions et Ryan Seacrest. King sert également de coureur de série.

## Sortie
Les Kardashian ont été présentés en première le 14 avril 2022 sur Hulu aux États-Unis et sont diffusés chaque jeudi. Il a été présenté simultanément à l’échelle internationale sur Disney+ sous la plateforme de diffusion en continu Star, en tant que série originale, Disney+ Hotstar, et sur Star+ en Amérique latine,.

## Réception

### Audience
Hulu a annoncé que la première de la série était la première série la plus regardée pour le service de diffusion en continu dans ses trois premiers jours aux États-Unis, et la série Star Originals la plus regardée sur Disney+ et Star+ dans les marchés mondiaux.

## Réponse critique
Selon le site d’agrégation de revue Rotten Tomatoes, la première saison de la série a une note d’approbation de 31% sur la base de 13 critiques, avec une note moyenne de 6.3/10. Le consensus des critiques du site Web dit : "Alors que les fans hardcore pourraient profiter de rattraper les Kardashian, les modes de vie de cette famille riche et célèbre ont perdu leur nouveauté." Le métacritique a attribué à la série une note moyenne pondérée de 49 sur 100 basée sur 9 évaluations, indiquant "évaluations mixtes ou moyennes".